# کسنوفون ۵۹۸۶
سیارک ۵۹۸۶ (به انگلیسی: 5986 Xenophon، نامگذاری:1969TA) پنج هزار و نهصد و هشتاد و ششمین سیارک کشف شده‌است که در ۲ اکتبر ۱۹۶۹ کشف شد.
قدر مطلق سیارک برابر ۱۲٫۹۰ است.